# Филип Търповски
Филип (Фильо) Търповски е български духовник и революционер, деец на Вътрешната македоно-одринска революционна организация.

## Биография
Търповски е роден в голямото българско костурското село Дъмбени, днес Дендрохори, Гърция. В 1884 година става свещеник. В 1895 година влиза във ВМОРО. През есента на 1900 година става член на Костурския околийски революционен комитет. През юли 1901 година е арестуван при избухването на Иванчовата афера и е осъден на 7 години. Затворен е в Корча, но е освободен през февруари 1903 година.